# Paulo Ricardo
Paulo Ricardo Oliveira Nery de Medeiros, noto semplicemente come Paulo Ricardo (Rio de Janeiro, 23 settembre 1962), è un cantante, compositore e attore brasiliano.

## Biografia
Negli anni 1980 è stato il frontman del gruppo musicale rock brasiliano RPM, in seguito ha inciso diversi album da solista (nei quali ha cantato in tre lingue, portoghese, inglese e spagnolo) per poi ricostituire la formazione storica nel 2002. Ha lasciato definitivamente il gruppo nel 2018. 
Come attore ha tra l'altro preso parte a Terra nostra 2 - La speranza nel 2003, ottenendo anche il plauso della critica.
Nel 2021 ha perso la causa legale che lo vedeva opposto a Luiz Schiavon, l'altro fondatore dei RPM: Paulo Ricardo era stato querelato per l'uso improprio del marchio del gruppo. Da allora i due non si sono più rivolti la parola. Tuttavia nel giugno del 2023, all'indomani della morte di Schiavon, Paulo Ricardo l'ha omaggiato sui social network.  

## Vita privata
Nel 2015 è diventato padre per la quarta volta: gli è nata una figlia dalla quarta moglie, con la quale aveva già generato una femmina nel 2012 e un maschio nel 2014. L'altra figlia dell'artista è invece nata negli anni 80 ed è frutto del primo matrimonio.

## Discografia

### Con RPM
- (1985) Revoluções por Minuto
- (1986) Rádio Pirata ao Vivo
- (1988) RPM
- (1993) Paulo Ricardo & RPM
- (2002) MTV Ao Vivo
- (2011) Elektra

### Solista
- (1989) Paulo Ricardo
- (1991) Psico Trópico
- (1996) Rock Popular Brasileiro
- (1997) O Amor Me Escolheu
- (1998) La Cruz Y La Espada
- (1999) Amor de Verdade
- (2000) Paulo Ricardo
- (2006) Prisma

## Telenovelas
- Pérola Negra (1999)
- Terra nostra 2 - La speranza (Esperança, 2002)